# Lejeuneaceae
Famille
Les Lejeuneaceae forment une famille d'hépatiques de la classe des Jungermanniopsida (hépatiques à lobes), de l'ordre des Jungermanniales ou des Porellales selon les classifications. Elle a été créée par Antonio Casares-Gil en 1919.

## Liste des genres
Selon ITIS (25 mars 2014) :
- genre Acanthocoleus R.M. Schust.
- genre Acantholejeunea (R.M. Schust.) R.M. Schust.
- genre Acrolejeunea (Spruce) Schiffn.
- genre Anoplolejeunea (Spruce) Schiffn.
- genre Aphanotropis Herzog
- genre Archilejeunea (Spruce) Schiffn.
- genre Aureolejeunea R.M. Schust.
- genre Austrolejeunea (R.M. Schust.) R.M. Schust.
- genre Blepharolejeunea S.W. Arnell
- genre Brachiolejeunea (Spruce) Schiffn.
- genre Bromeliophila R.M. Schust.
- genre Bryopteris (Nees) Lindenb.
- genre Calatholejeunea K.I. Goebel
- genre Caudalejeunea (Steph.) Schiffn.
- genre Cephalantholejeunea (R.M. Schust. & Kachroo) R.M. Schust.
- genre Cephalolejeunea Mizut.
- genre Ceratolejeunea (Spruce) Schiffn.
- genre Cheilolejeunea (Spruce) Schiffn.
- genre Chondriolejeunea (Benedix) Kis & Pócs
- genre Cladolejeunea Zwick.
- genre Cololejeunea (Spruce) Schiffn.
- genre Colura (Dumort.) Dumort.
- genre Cyclolejeunea A. Evans
- genre Cystolejeunea A. Evans
- genre Dactylophorella R.M. Schust.
- genre Dendrolejeunea (Spruce) Lacout.
- genre Dicranolejeunea (Spruce) Schiffn.
- genre Diplasiolejeunea (Spruce) Schiffn.
- genre Drepanolejeunea (Spruce) Schiffn.
- genre Echinolejeunea R.M. Schust.
- genre Evansiolejeunea Vanden Berghen
- genre Frullanoides Raddi
- genre Fulfordianthus Gradst.
- genre Haplolejeunea Grolle
- genre Harpalejeunea (Spruce) Schiffn.
- genre Hattoriolejeunea Mizut.
- genre Kymatolejeunea Grolle
- genre Leiolejeunea A. Evans
- genre Lejeunea Lib.
- genre Lepidolejeunea R.M. Schust.
- genre Leptolejeunea (Spruce) Schiffn.
- genre Leucolejeunea A. Evans
- genre Lindigianthus Kruijt & Gradst.
- genre Lopholejeunea (Spruce) Schiffn.
- genre Luteolejeunea Piippo
- genre Macrocolura R.M. Schust.
- genre Marchesinia Gray
- genre Mastigolejeunea (Spruce) Schiffn.
- genre Metalejeunea Grolle
- genre Microlejeunea Steph.
- genre Myriocolea Spruce
- genre Myriocoleopsis Schiffn.
- genre Neurolejeunea (Spruce) Schiffn.
- genre Odontolejeunea (Spruce) Schiffn.
- genre Omphalanthus Lindenb. & Nees
- genre Oryzolejeunea (R.M. Schust.) R.M. Schust.
- genre Otolejeunea Grolle & Tixier
- genre Phaeolejeunea Mizut.
- genre Physantholejeunea R.M. Schust.
- genre Pictolejeunea Grolle
- genre Pluvianthus R.M. Schust. & Schäf.-Verw.
- genre Prionolejeunea (Spruce) Schiffn.
- genre Ptychanthus Nees
- genre Pycnolejeunea (Spruce) Schiffn.
- genre Rectolejeunea A. Evans
- genre Schiffneriolejeunea Verd.
- genre Schusterolejeunea Grolle
- genre Siphonolejeunea Herzog
- genre Sphaerolejeunea Herzog
- genre Spruceanthus Verd.
- genre Stenolejeunea R.M. Schust.
- genre Stictolejeunea (Spruce) Schiffn.
- genre Symbiezidium Trevis.
- genre Thysananthus Lindenb.
- genre Trachylejeunea (Spruce) Schiffn.
- genre Trocholejeunea Schiffn.
- genre Tuyamaella S. Hatt.
- genre Tuzibeanthus S. Hatt.
- genre Verdoornianthus Gradst.
- genre Vitalianthus R.M. Schust. & Giancotti
- genre Xylolejeunea X-L. He & Grolle

## Publication originale
- Casares-Gil, 1919 : Flora ibérica. Briófitas (1a. parte). Hepáticas, Madrid: Junta para Ampliación de Estudios e Investigaciones Científicas, Instituto Nacional de Ciencias, Museo Nacional de Ciencias Naturales.